# باتاگاللا (۱)
باتاگاللا (به لاتین: Batagalla) یک منطقهٔ مسکونی در سری‌لانکا است که در استان مرکزی (سری‌لانکا) واقع شده‌است.